# Gaya (Niger)
Gaya – miasto w Nigrze; 52 486 mieszkańców (2013). Przemysł spożywczy, włókienniczy.